# Myodermides lepesmei
Myodermides lepesmei är en skalbaggsart som beskrevs av Ruter 1964. Myodermides lepesmei ingår i släktet Myodermides och familjen Cetoniidae. Inga underarter finns listade i Catalogue of Life.